# Лонке (Моґіленський повіт)
Лонке (пол. Łąkie, нім. Lonke) — село в Польщі, у гміні Стшельно Моґіленського повіту Куявсько-Поморського воєводства.
Населення — 389 осіб (2011).
У 1975-1998 роках село належало до Бидгощського воєводства.

## Демографія
Демографічна структура станом на 31 березня 2011 року:
|          | Загалом | Допрацездатний вік | Працездатний вік | Постпрацездатний вік |
| -------- | ------- | ------------------ | ---------------- | -------------------- |
| Чоловіки | 197     | 50                 | 132              | 15                   |
| Жінки    | 192     | 35                 | 123              | 34                   |
| Разом    | 389     | 85                 | 255              | 49                   |